# Gruppo 835
Gruppo 835 — танк-паровоз выпускавшийся с 1906 по 1922 год.
Танк-паровоз серии Gruppo 835 проектировался для выполнения маневровой работы на крупных железнодорожных станциях. Одним из первых мест где стали использовать эти паровозы был Центральный вокзал в Милане. Паровозы эти использовались в работе до начала 1980-х годов. В 1958 году на основе рамы и экипажной части паровоза был спроектирован маневровый электровоз постоянного тока FS E.321, 40 паровозов в 1959 году были изъяты из работы и перестроены в электровозы.
Паровозы строились тремя партиями, но при этом имели несколько вариантов конструкции. Первая партия из 20 паровозов была заказана в 1905 году, в 1906 году было заказано ещё 10 паровозов, третья партия самая большая производилась с 1907 по 1911 год.
Паровоз был рассчитан на отопление углём. Площадь колосниковой решётки в топке паровоза 1,48м².
При постройке у паровозов отсутствовали паровоздушные насосы и прямодействующий воздушный тормоз Вестингауза на самом паровозе приводился в действие паром. К тому же на первых двух партиях паровозов использовалось устройство, которое позволяло эффективно использовать для торможения контрпар. В третьей партии локомотивов это устройство уже не ставилось, кроме того там был усилен котёл.
В 1930-е годы в целях повышения безопасности маневровой работы была проведена модернизация паровозов и на них был установлен паровоздушный насос. Тогда же производилась установка пароперегревателей, переоборудование паровозов для использования жидкого топлива (мазута).
Некоторые паровозы этой серии можно увидеть сегодня в различных районах Италии в качестве локомотивов-памятников или в железнодорожных музеях. Паровоз № 244 сохранён в железнодорожном музее в городе Лечче (регион Апулия), № 222 в Европейском музее транспорта в городе Ранко, № 092 установлен как памятник на площади перед станцией Сульмона.
Паровоз номер 8 построенный в 1907 году для дороги «Ferrovie Reggiane» снимался в цикле фильмов «Сага о доне Камилло и Пеппоне» (итал. La saga di Don Camillo e Peppone) основанных на книгах Джованнино Гуарески.